# 加蘭塔區
48°11′22″N 17°43′36″E / 48.18944°N 17.72667°E

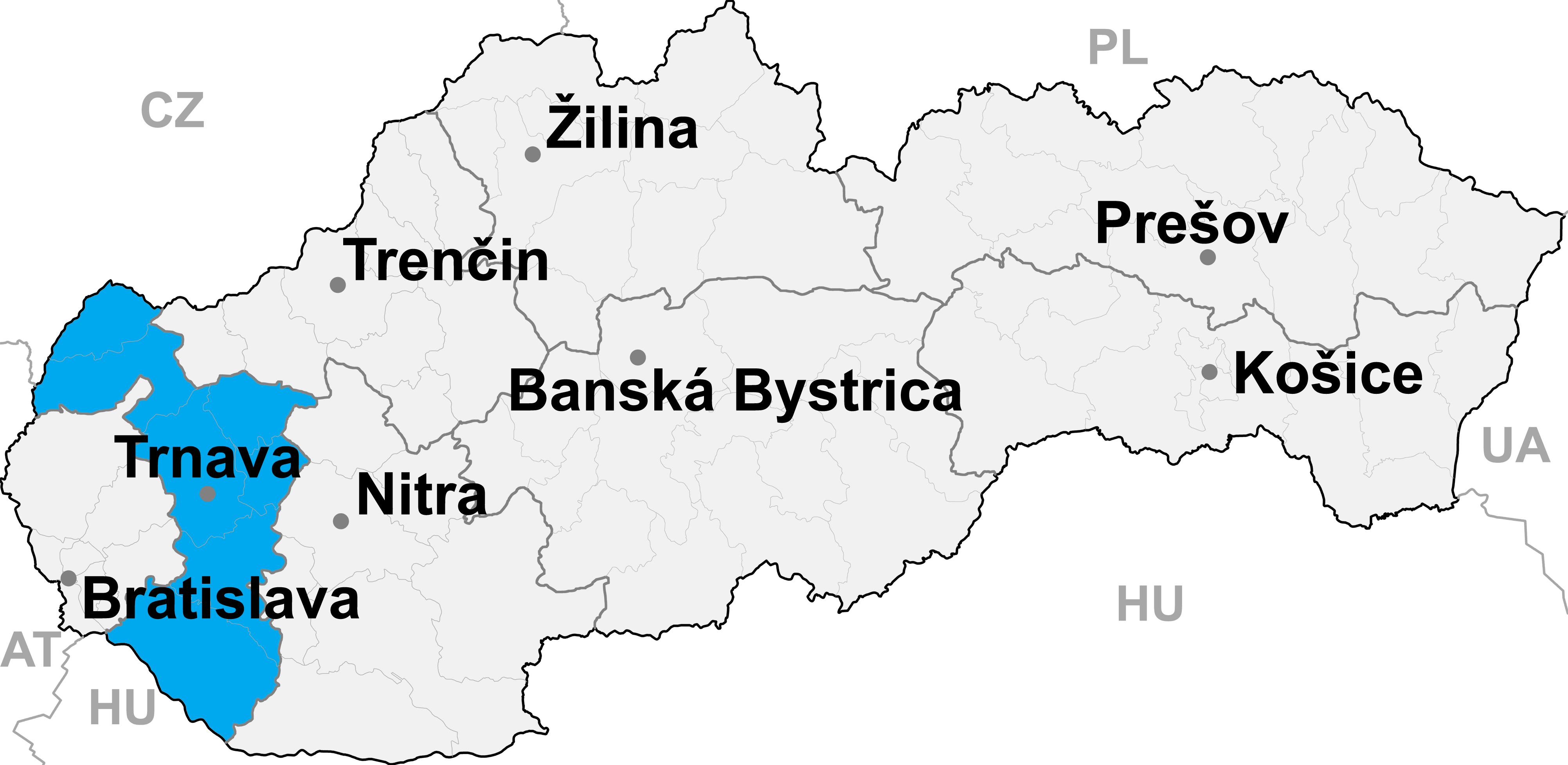

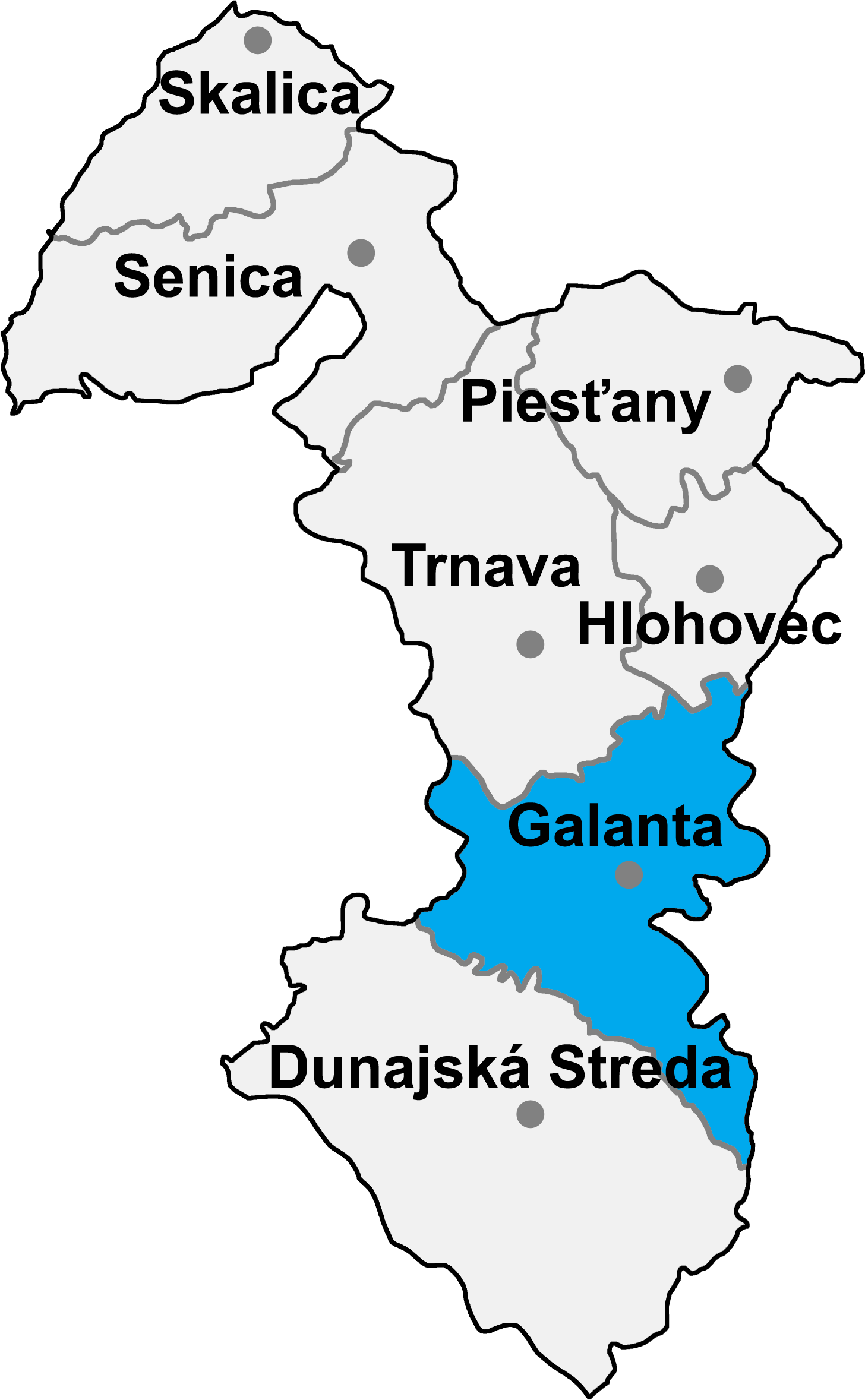

加蘭塔區，是斯洛伐克的一個區，位於該國西部，由特爾納瓦州負責管轄，面積641平方公里，2001年該區人口94,533，人口密度每平方公里150人。